# FLOW-MATIC
FLOW-MATIC (ursprünglich B-0) war die erste Computersprache, die Anweisungen verwendete, die der englischen Sprache ähnlich waren. Sie wurde 1955 von Grace Hopper im Dienste von Remington Rand für die UNIVAC I von Remington Rand entworfen. Compiler und Dokumentation waren daraufhin einige Jahre allgemein verfügbar und vor allem für die Programmierung kaufmännischer Aufgaben im Einsatz. 
Es gab rund dreißig Befehle und Anweisungen aus der englischen Umgangssprache (z. B. COMPARE, DIVIDE, IF GREATER, OTHERWISE). Weitere Besonderheiten waren Daten, denen erstmals natürliche Namen (z. B. PREIS oder PREISEINHEIT) zugewiesen werden konnten, und die Trennung von Datenteil und Prozedurteil im Programm.
Vorgänger von FLOW-MATIC waren A-0, ARITH-MATIC, MATH-MATIC, die ebenfalls von Grace Hopper stammten.
Es war Grace Hoppers Idee, dass Computer mit der natürlichen Sprache ähnlichen Anweisungen programmiert werden können, anstatt wie damals üblich in Maschinencode oder einer mnemotechnischen Assemblersprache. FLOW-MATIC und die Ideen von Grace Hopper waren die Grundlagen für die spätere Entwicklung von COBOL.